# Ashmeadiella femorata
Ashmeadiella femorata är en biart som först beskrevs av Michener 1936.  Ashmeadiella femorata ingår i släktet Ashmeadiella och familjen buksamlarbin. Inga underarter finns listade i Catalogue of Life.